# Malcolmia flexuosa
Malcolmia flexuosa är en korsblommig växtart som först beskrevs av James Edward Smith, och fick sitt nu gällande namn av James Edward Smith. Malcolmia flexuosa ingår i släktet strandlövkojor, och familjen korsblommiga växter. Inga underarter finns listade i Catalogue of Life.

## Bildgalleri

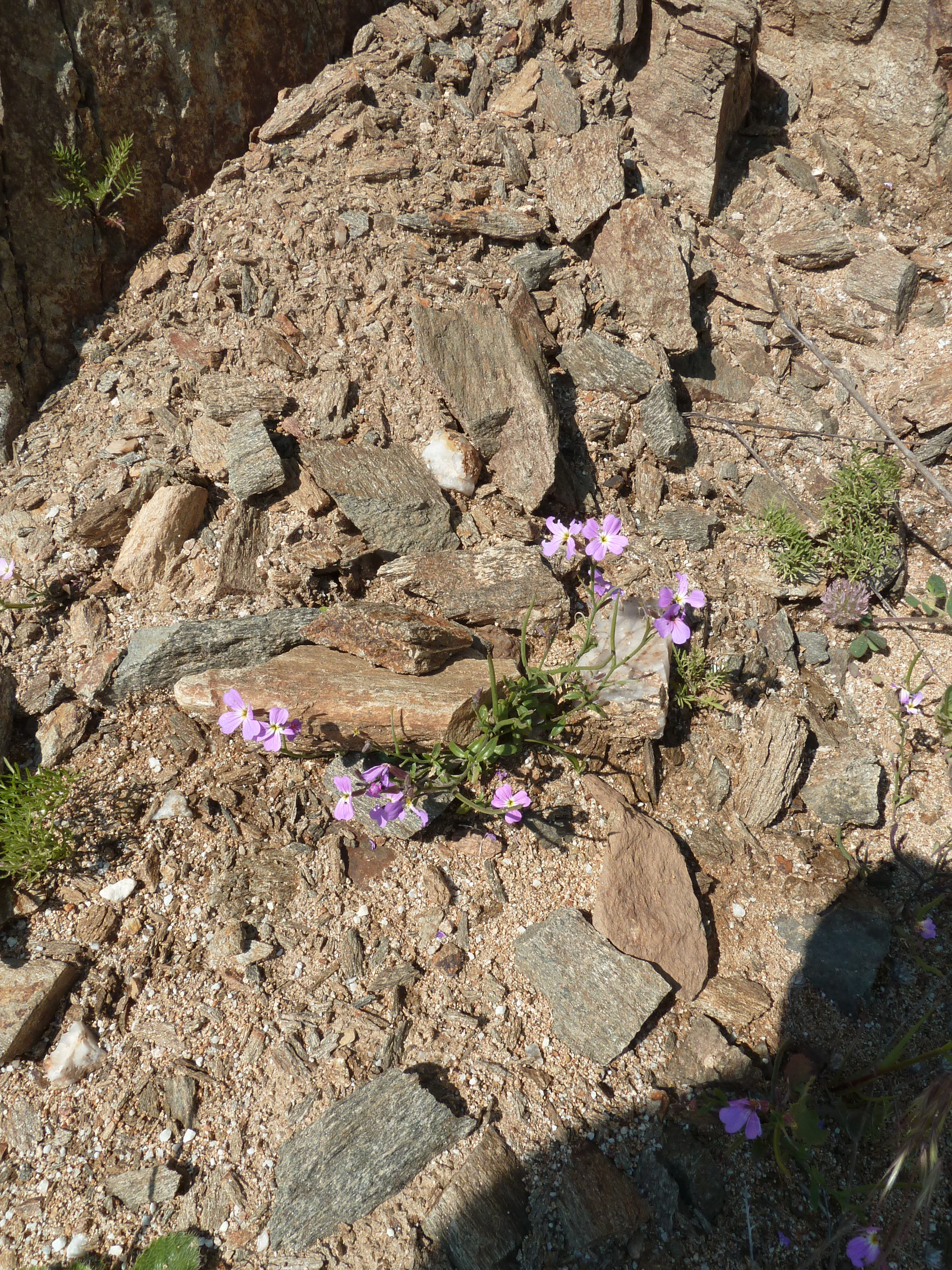